# Der liebe Augustin (opérette)
Personnages
- Hélène (soprano)
- Augustin Hofer, dit Der liebe Augustin, professeur de musique (ténor)
- Jasomirgott, le valet d'Hélène (baryton)
- Anna, sa fille (soubrette)
- Bogumil, régent de Thessalie, oncle d'Hélène (basse bouffon)
- l'enseigne Pips (soubrette)
- le prince Nicola von Mikolic (ténor bouffon)
- le premier ministre Gjuro (ténor)
- le colonel Mirko (baryton)
- le capitaine Burko (baryton)
- L'huissier (ténor)
- le frère laïc Matthäus (basse)
- Deux serviteurs (ténor et basse)
- Deux officiers (ténor et basse)
- Quatre officiers (ténor et basse)
- Chœur : fonctionnaires, membres de la cour, membres du Parlement, demoiselles d'honneur, domestiques

Airs
- Lass dir Zeit
- Anna, was ist denn mit dir? Anna, was willst du noch hier? (trio)
- Und der Himmel hängt voller Geigen, wenn der Flieder blüht in den Zweigen (duo)
- Wo steht denn das geschrieben?
- Heut Nacht, nach acht

Der liebe Augustin (en français Le cher Augustin) est un opéra de Leo Fall sur un livret d'Ernst Welisch et de Rudolf Bernauer, créé en 1912 au Neues Theater am Zoo (de) à Berlin, dans l'Empire allemand.

## Argument
'opérette se déroule dans la principauté fictive de Thessalie, dans les Balkans, au début du XXe siècle.
Vingt ans se sont écoulés depuis que Nicola a osé organiser un coup d'État contre le dirigeant légitime, Bogumil. Au début, il semblait que le coup d’État allait réussir. Le rebelle et ses partisans occupèrent le château princier au cours d'une opération de nuit et chassèrent Bogumil du pays. Cette nuit-là, deux enfants naquirent au château : la femme de Bogumil et celle du valet de chambre Jasomirgott donnèrent naissance chacune à une fille. La princesse est appelée Hélène et le deuxième enfant Anna. Il n'a pas fallu longtemps pour que Bogumil parvienne à reprendre le contrôle de la petite principauté. Mais depuis, il n'a pas eu de chance en matière de ménage. Les gens l'accusent d’être un dépensier imprudent.
Pour éviter la faillite nationale, Bogumil ne voit qu'une seule chance : sa fille Hélène doit épouser son ancien adversaire Nicol, parce que ce dernier nage littéralement dans l'argent. Il propose à Nicola de renoncer au trône s'il accepte en échange une pension princière en espèces. En tant que marchand de pouvoir modéré et calculateur dont le but ultime est de devenir régent, Nicola adhère immédiatement au plan.
Lorsque la princesse est informée des intentions de son père, elle est tout sauf ravie. Elle déteste l'étiquette courtoise et préférerait vivre une vie bourgeoise loin du château avec son professeur de musique, le « cher Augustin ». Mais Nicola n'a plus aucun sentiment pour Hélène. Il préférerait de loin laisser l'ambitieuse Anna tourner la tête. Sur les conseils de son père, elle est censée épouser le professeur de musique Augustin, mais celui-ci ne lui convient pas. Après avoir été persuadée, Hélène accepte finalement, quoique à contrecœur, de se fiancer avec Nicola. Mais il ne veut pas se passer d'Anna et la nomme rapidement "demoiselle d'honneur" de la princesse. Hélène y voit un affront. Pour se venger de Nicola, elle nomme Augustin Hofer son "cavalier d'honneur" lors de la fête de fiançailles.
Le mariage se prépare au château de Bogumil. Le frère laïc Matthäus du monastère voisin est également invité. Il raconte aux invités qu'il se souvient encore de la naissance et du baptême de la princesse la nuit de la révolution. Elle a une tache de naissance remarquablement grande qui est gravée dans sa mémoire. Il devient désormais évident pour tout le monde que les deux filles ont été alors mélangées. En réalité, Anna est la princesse et Hélène est la fille du valet de chambre. Dans ces circonstances, bien entendu, rien ne sortira du mariage prévu. Mais Hélène est ravie de ne pas devoir devenir l'épouse de Nicola et de pouvoir prendre pour mari son professeur de musique, son cher Augustin.

## Orchestration
| Instrumentation de Der liebe Augustin          |
| Bois                                           |
| 2 flûtes, 2 hautbois, 2 clarinettes, 2 bassons |
| Cuivres                                        |
| 4 cors, 2 trompettes, 3 trombones              |
| Cordes pincées                                 |
| 1 harpe                                        |
| Percussions                                    |
| Timbales                                       |

## Histoire
Après la débâcle de son opéra Irrlicht à Mannheim en 1905, Leo Fall tente sa chance en écrivant des opérettes. Sa première œuvre dans ce genre est publiée à Vienne la même année : Der Rebell. Cependant, il ne s’en sort pas mieux ; elle est rejetée par le public. Mais Fall ne se décourage pas. Avec sa deuxième opérette Der fidele Bauer en 1907, il veut remporter au moins un succès respectable. Mais les choses s'améliorent : l'œuvre devient un succès mondial. Après avoir également connu le succès avec les opérettes suivantes Die Dollarprinzessin (de) (1907) et Die geschiedene Frau, son échec de 1905 le hante à nouveau. Il révise en profondeur Der Rebell et appelle la nouvelle version désormais Der liebe Augustin, présentée en 1912. Dans cette version, l'opérette connaît enfin le succès. Elle est donnée 200 fois.

## Source de la traduction
- (de) Cet article est partiellement ou en totalité issu de l’article de Wikipédia en allemand intitulé « Der liebe Augustin (Operette) » (voir la liste des auteurs).